# Survivor Series (2020)
WWE Survivor Series 2020 war eine Wrestling-Veranstaltung der WWE, die als Pay-per-View und auf dem WWE Network ausgestrahlt wurde. Sie fand am 22. November 2020 im Amway Center in Orlando (Florida) statt. Es war die 34. Austragung der Survivor Series seit 1987. Die Veranstaltung fand zum vierten Mal nach 2000, 2007 und 2010 in Florida statt.

## Hintergrund
Siehe auch: Storyline (Wrestling)
Im Vorfeld der Veranstaltung wurden sieben Matches angesetzt, davon eines für die Pre-Show.
Das Event beinhaltet Matches mit vorbestimmten Ergebnissen, welche aus den Storylines der Wochenshows der WWE (Monday Night Raw und SmackDown) hervorgehen. Das Event basierte auf dem Thema „Raw vs. SmackDown“, das heißt die Matches waren darauf ausgelegt einen fiktiven Konflikt, zwischen den beiden Haupt-Brands Raw und Smackdown auszutragen. Dementsprechend basierten die Showkämpfe hauptsächlich darauf, einen Raw-Champion gegen einen SmackDown-Champion zu stellen.
Zudem gab es zwei 5-on-5 Traditional Survivor Series Elimination Matches, in denen jeweils 5 Raw-Superstars gegen 5 SmackDown-Superstars antraten.

## Vorbereitung
Um die Spannung auf das Event zu erhöhen fanden, wie üblich die Qualifikations Matches in den Wochen-Shows statt.

## Ergebnisse
| Matchart                                 |                                                                      |      |                                                                          | Zeit  |
| ---------------------------------------- | -------------------------------------------------------------------- | ---- | ------------------------------------------------------------------------ | ----- |
| Dual Brand Battle Royal (Pre-Show-Match) | The Miz                                                              | bes. | Dominik Mysterio und 16 weitere                                          | 12:13 |
| Survivor-Series-Match                    | Team Raw (Keith Lee, AJ Styles, Sheamus, Braun Strowman & Riddle)    | bes. | Team SmackDown (Kevin Owens, Jey Uso, Seth Rollins, King Corbin & Otis)  | 20:39 |
| Tag-Team-Match Champions vs. Champions   | The Street Profits (Angelo Dawkins & Montez Ford)                    | bes. | The New Day (Kofi Kingston & Xavier Woods)                               | 14:07 |
| Singles-Match Champion vs. Champion      | Bobby Lashley                                                        | bes. | Sami Zayn                                                                | 7:47  |
| Singles-Match Champion vs. Champion      | Sasha Banks                                                          | bes. | Asuka                                                                    | 13:08 |
| Survivor-Series-Match                    | Team Raw (Shayna Baszler, Nia Jax, Lacey Evans, Peyton Royce & Lana) | bes. | Team SmackDown (Bianca Belair, Ruby Riott, Liv Morgan, Bayley & Natalya) | 22:56 |
| Singles-Match Champion vs. Champion      | Roman Reigns                                                         | bes. | Drew McIntyre                                                            | 24:51 |

Damit gewann Raw mit einem Endstand von 4:3 die Auseinandersetzung.

## Besonderheiten
- Aufgrund der Corona-Pandemie wurde der Pay-Per-View im WWE ThunderDome ausgestrahlt. Es waren nur virtuelle Zuschauer anwesend.
- Bayley und Otis, waren die einzigen, welche sich nicht für das Survivor Series Match qualifizieren mussten.[2]
- Bei diesem Pay-Per-View fand der finale Abschied des Undertakers statt.[3]
- Bei dem Survivor Series Match der Männer, verlor das Team Raw kein Teammitglied.[4]
- Der WWE 24/7 Championship-Titel wechselte bei diesem PPV zum ersten Mal seit Einführung, mehrmals in der Nacht seinen Besitzer.[5][6]